# Bargłów Kościelny (gmina)
Bargłów Kościelny – gmina wiejska w województwie podlaskim, w powiecie augustowskim. W latach 1975–1998 gmina położona była w województwie suwalskim.
Siedziba gminy to Bargłów Kościelny.
Według danych z 30 czerwca 2004 gminę zamieszkiwały 5772 osoby.

## Struktura powierzchni
Według danych z roku 2002 gmina Bargłów Kościelny ma obszar 187,57 km², w tym:
- użytki rolne: 73%
- użytki leśne: 14%

Gmina stanowi 11,31% powierzchni powiatu.

## Demografia
Dane z 30 czerwca 2004:
| Opis                              | Ogółem | Ogółem | Kobiety | Kobiety | Mężczyźni | Mężczyźni |
| --------------------------------- | ------ | ------ | ------- | ------- | --------- | --------- |
| jednostka                         | osób   | %      | osób    | %       | osób      | %         |
| populacja                         | 5772   | 100    | 2862    | 49,6    | 2910      | 50,4      |
| gęstość zaludnienia (mieszk./km²) | 30,8   | 30,8   | 15,3    | 15,3    | 15,5      | 15,5      |

Liczba ludności na przestrzeni dziejów

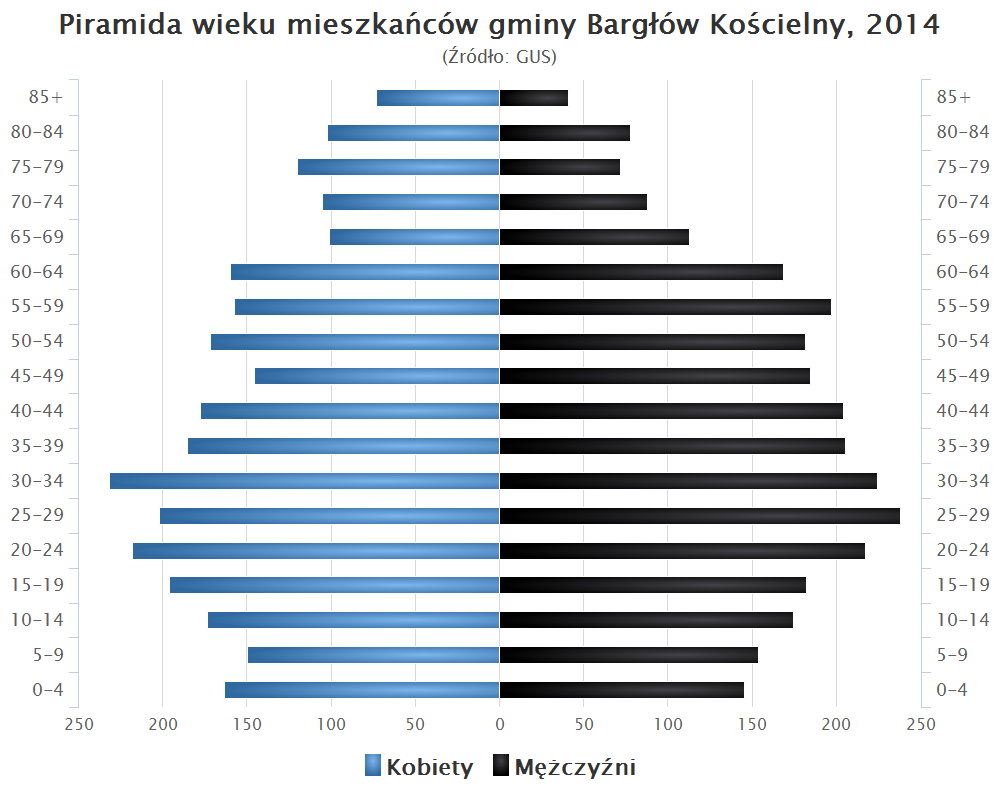
Piramida wieku mieszkańców gminy Bargłów Kościelny w 2014 roku

| Rok             | 1880 | 1909 | 1921 | 1946 | 2004 |
| --------------- | ---- | ---- | ---- | ---- | ---- |
| Liczba ludności | 5255 | 9358 | 6285 | 6294 | 5772 |

## Sołectwa
Bargłów Dworny, Bargłów Kościelny, Bargłówka, Barszcze, Brzozówka, Bułkowizna, Dreństwo, Górskie, Judziki, Kamionka Nowa, Kamionka Stara, Komorniki, Kroszewo, Kroszówka, Kukowo, Łabętnik, Nowiny Bargłowskie, Pieńki, Pomiany, Popowo, Pruska, Reszki, Rumiejki, Solistówka, Tajenko, Tajno Łanowe, Tajno Podjeziorne, Tajno Stare, Wólka Karwowska, Żrobki.

## Pozostałe miejscowości
Karpa, Kresy, Lipowo, Mamarta, Nowiny Stare, Piekutowo, Sosnowo, Tobyłka.

## Sąsiednie gminy
Augustów, Goniądz, Kalinowo, Rajgród, Sztabin,